# Head Shoulders Knees & Toes
«Head Shoulders Knees & Toes» es una canción del dúo francés de DJs Ofenbach y del dúo alemán de DJs Quarterhead, que cuenta con la voz de la cantante estadounidense Norma Jean Martine. Fue lanzada el 8 de mayo de 2020, a través de Ofenbach Music, Spinnin' Records y Warner Music.

## Composición
La canción ha sido descrita como un «himno bailable sin arrepentimientos» mientras que la «voz soul cruda y ardiente de Martine abre la canción antes de que suene un puntapié optimista». Líricamente, la canción describe sobre «el sentimiento de estar enamorado de la cabeza a los pies» y hace referencia a la canción infantil homonínima.

## Video musical
El video musical de la canción fue lanzado el 7 de agosto de 2020. Fue dirigido por Antoine Casanova. El video presenta un filtro nostálgico con toques VHS.

## Lista de canciones
| Descarga digital |                               |          |  |
| N.º              | Título                        | Duración |  |
| 1.               | «Head Shoulders Knees & Toes» | 2:37     |  |

## Certificaciones
| País                                                                   | Certificación | Ventas   |
| ---------------------------------------------------------------------- | ------------- | -------- |
| Alemania (BVMI)                                                        | 3× Gold       | 600,000‡ |
| Austria (IFPI Austria)                                                 | 3× Platinum   | 90,000‡  |
| Bélgica (BEA)                                                          | Platinum      | 40,000‡  |
| Canadá (Music Canada)                                                  | Gold          | 40,000‡  |
| Dinamarca (IFPI Dinamarca)                                             | Gold          | 45,000‡  |
| Francia (SNEP)                                                         | Diamond       | 333,333‡ |
| Italia (FIMI)                                                          | Platinum      | 70,000‡  |
| Polonia (ZPAV)                                                         | 3× Platinum   | 60,000‡  |
| ‡ Cifras de streaming + ventas basadas únicamente en la certificación. |               |          |

## Posicionamiento en listas
| Listas (2020–2021)                    | Mejor posición |
| ------------------------------------- | -------------- |
| Alemania (Offizielle Deutsche Charts) | 6              |
| Austria (Ö3 Austria Top 40)           | 3              |
| Bélgica (Flandes) (Ultratop 50)       | 7              |
| Bélgica (Valonia) (Ultratop 50)       | 38             |
| Eslovaquia (Rádio Top 100)            | 1              |
| Eslovaquia (Singles Digitál Top 100)  | 19             |
| Eslovenia (SloTop50)                  | 5              |
| Francia (SNEP)                        | 20             |
| Hungría (Dance Top 40)                | 21             |
| Hungría (Rádiós Top 40)               | 11             |
| Hungría (Single Top 40)               | 3              |
| Hungría (Stream Top 40)               | 6              |
| Irlanda (IRMA)                        | 62             |
| Italia (FIMI)                         | 99             |
| Noruega (VG-lista)                    | 16             |
| Países Bajos (Dutch Top 40)           | 4              |
| Países Bajos (Mega Single Top 100)    | 7              |
| Polonia (Polish Airplay Top 100)      | 1              |
| República Checa (Rádio Top 100)       | 2              |
| Rumania (Airplay 100)                 | 1              |
| Suecia (Sverigetopplistan)            | 32             |
| Suiza (Schweizer Hitparade)           | 6              |

| Listas (2020)                     | Posición |
| --------------------------------- | -------- |
| Alemania (Official German Charts) | 45       |
| Austria (Ö3 Austria Top 40)       | 22       |
| Francia (SNEP)                    | 64       |
| Países Bajos (Dutch Top 40)       | 72       |
| Polonia (ZPAV)                    | 22       |
| Rumania (Airplay 100)             | 39       |
| Suiza (Schweizer Hitparade)       | 42       |